# Bowie (genre)
Pour les articles homonymes, voir Bowie.
Genre
Bowie est un genre d'araignées aranéomorphes de la famille des Ctenidae.

## Distribution
Les espèces de ce genre se rencontrent en Asie du Sud-Est, en Asie du Sud, en Asie de l'Est et en Nouvelle-Guinée sauf Bowie corniger d'Afrique du Sud. Des espèces non décrites seraient présentes en Australie au Queensland.
L'aire de distribution de chaque espèce est en général assez réduite, inférieure à la trentaine de milliers de kilomètres carrés.

## Habitat
Les espèces de ce genre se rencontrent dans la litière forestière.

## Description
Les mâles mesurent de 7,0 à 21,1 mm et les femelles de 5,7 à 27,0 mm.
Elles peuvent atteindre une envergure de 15 centimètres.
Ce sont des araignées nocturnes, dites errantes : elles vivent en nomades et chassent sans tisser de toile.

## Liste des espèces
Selon World Spider Catalog (version 25.5, 05/01/2025) :
- Bowie abdulmajid Jäger, 2022
- Bowie afterall Jäger, 2022
- Bowie aladdinsane Jäger, 2022
- Bowie andamanensis (Gravely, 1931)
- Bowie angigitanus (Roewer, 1938)
- Bowie angularis (Roewer, 1938)
- Bowie argentipes (van Hasselt, 1893)
- Bowie artdecade Jäger, 2022
- Bowie aruanus (Strand, 1911)
- Bowie ashestoashes Jäger, 2022
- Bowie banna (Yao & Li, 2022)
- Bowie bantaengi (Merian, 1911)
- Bowie bayeri (Jäger, 2012)
- Bowie bemywife Jäger, 2022
- Bowie beruang Omelko & Fomichev, 2023
- Bowie bicostatus (Thorell, 1890)
- Bowie bigbrother Jäger, 2022
- Bowie binturong Omelko & Fomichev, 2023
- Bowie blackout Jäger, 2022
- Bowie blackstar Jäger, 2022
- Bowie bluejean Jäger, 2022
- Bowie bomdilaensis (Tikader & Malhotra, 1981)
- Bowie borneo Li & Yao, 2022
- Bowie bowonglangi (Merian, 1911)
- Bowie candidate Jäger, 2022
- Bowie catopuma Omelko & Fomichev, 2024
- Bowie catpeople Jäger, 2022
- Bowie celebensis (Pocock, 1897)
- Bowie ceylonensis (F. O. Pickard-Cambridge, 1897)
- Bowie chinagirl Jäger, 2022
- Bowie cladarus (Jäger, 2012)
- Bowie cochinensis (Gravely, 1931)
- Bowie corniger (F. O. Pickard-Cambridge, 1898)
- Bowie criminalworld Jäger, 2022
- Bowie crystaljapan Jäger, 2022
- Bowie dhole Omelko & Fomichev, 2023
- Bowie diamonddogs Jäger, 2022
- Bowie dodo Jäger, 2022
- Bowie engkilili Li & Yao, 2022
- Bowie fame Jäger, 2022
- Bowie fascination Jäger, 2022
- Bowie fashion Jäger, 2022
- Bowie floweri (F. O. Pickard-Cambridge, 1897)
- Bowie fungifer (Thorell, 1890)
- Bowie giang Logunov, 2024
- Bowie haiphong Yao & Li, 2022
- Bowie heroes Jäger, 2022
- Bowie himalayensis (Gravely, 1931)
- Bowie holthoffi (Jäger, 2012)
- Bowie hosei (F. O. Pickard-Cambridge, 1897)
- Bowie hunkydory Jäger, 2022
- Bowie indicus (Gravely, 1931)
- Bowie javanus (Pocock, 1897)
- Bowie jeangenie Jäger, 2022
- Bowie joethelion Jäger, 2022
- Bowie kapuri (Tikader, 1973)
- Bowie kochi (Simon, 1897)
- Bowie ladystardust Jäger, 2022
- Bowie lazarus Jäger, 2022
- Bowie letsdance Jäger, 2022
- Bowie lishuqiang (Jäger, 2012)
- Bowie lodger Jäger, 2022
- Bowie low Jäger, 2022
- Bowie magicdance Jäger, 2022
- Bowie majortom Jäger, 2022
- Bowie martensi (Jäger, 2012)
- Bowie meghalayaensis (Tikader, 1976)
- Bowie mengla Yao & Li, 2022
- Bowie modernlove Jäger, 2022
- Bowie monaghani (Jäger, 2013)
- Bowie mossgarden Jäger, 2022
- Bowie musang Omelko & Fomichev, 2024
- Bowie narashinhai (Patel & Reddy, 1988)
- Bowie natmataung (Jäger & Minn, 2015)
- Bowie neukoeln Jäger, 2022
- Bowie ninhbinh Li & Yao, 2022
- Bowie palembangensis (Strand, 1906)
- Bowie philippinensis (F. O. Pickard-Cambridge, 1897)
- Bowie pingu (Jäger & Minn, 2015)
- Bowie pulvinatus (Thorell, 1890)
- Bowie ramosus (Thorell, 1887)
- Bowie rebelrebel Jäger, 2022
- Bowie redsails Jäger, 2022
- Bowie ricochet Jäger, 2022
- Bowie right Jäger, 2022
- Bowie robustus (Thorell, 1897)
- Bowie rotundus Wang, Irfan, F. Zhang & Z. S. Zhang, 2024
- Bowie rufisternis (Pocock, 1898)
- Bowie sabah Li & Yao, 2022
- Bowie saci (Ono, 2010)
- Bowie sagittatus (Giltay, 1935)
- Bowie sarawakensis (F. O. Pickard-Cambridge, 1897)
- Bowie scarymonsters Jäger, 2022
- Bowie shakeit Jäger, 2022
- Bowie sikkimensis (Gravely, 1931)
- Bowie simplex (Thorell, 1897)
- Bowie stationtostation Jäger, 2022
- Bowie stay Jäger, 2022
- Bowie subterraneans Jäger, 2022
- Bowie tangalunga Omelko & Fomichev, 2024
- Bowie teenagewildlife Jäger, 2022
- Bowie thenextday Jäger, 2022
- Bowie theodorianum (Jäger, 2012)
- Bowie thiesi Jäger, 2022
- Bowie thorelli (F. O. Pickard-Cambridge, 1897)
- Bowie tonight Jäger, 2022
- Bowie underground Jäger, 2022
- Bowie valvularis (van Hasselt, 1882)
- Bowie vinhphuc Li & Yao, 2022
- Bowie warszawa Jäger, 2022
- Bowie win Jäger, 2022
- Bowie withinyou Jäger, 2022
- Bowie withoutyou Jäger, 2022
- Bowie yaeyamensis (Yoshida, 1998)
- Bowie yassassin Jäger, 2022
- Bowie youngamericans Jäger, 2022
- Bowie yulin (Yao & Li, 2022)
- Bowie zhengi Yao & Li, 2022
- Bowie ziggystardust Jäger, 2022

## Systématique et taxinomie
Ce genre a été décrit par Jäger en 2022 dans les Ctenidae.
Bowie rebelrebel est son espèce type.
Jäger propose quatorze groupes d'espèce selon des critères morphologiques, qu'il nomme cladarus (17 espèces), robustus (14 espèces), bemywife (2 espèces), rebelrebel (10 espèces), youngamericans (3 espèces), floweri (3 espèces), scarymonsters (2 espèces), teenagewildlife (2 espèces), argentipes (10 espèces), javanus (5 espèces), chinagirl (11 espèces), shakeit (5 espèces), lodger (3 espèces) et blackstar (7 espèces) et onze espèces isolées.

## Étymologie
Ce genre est nommé en l'honneur de l'auteur-compositeur-interpréte anglais David Bowie. Les cinquante-cinq espèces nouvellement décrites par Jäger en 2022 sont baptisées en hommage à des personas ou à des chansons de David Bowie. Jäger a attribué les titres les plus anciens du chanteur aux espèces vivant au nord-ouest de leur zone de présence et les plus récents aux espèces découvertes au sud-est de la Nouvelle-Guinée,.

## Publication originale
- Jäger, 2022 : « Bowie gen. nov., a diverse lineage of ground-dwelling spiders occurring from the Himalayas to Papua New Guinea and northern Australia (Araneae: Ctenidae: Cteninae). » Zootaxa, no 5170(1), p. 1-200.